# アムールヒョウ

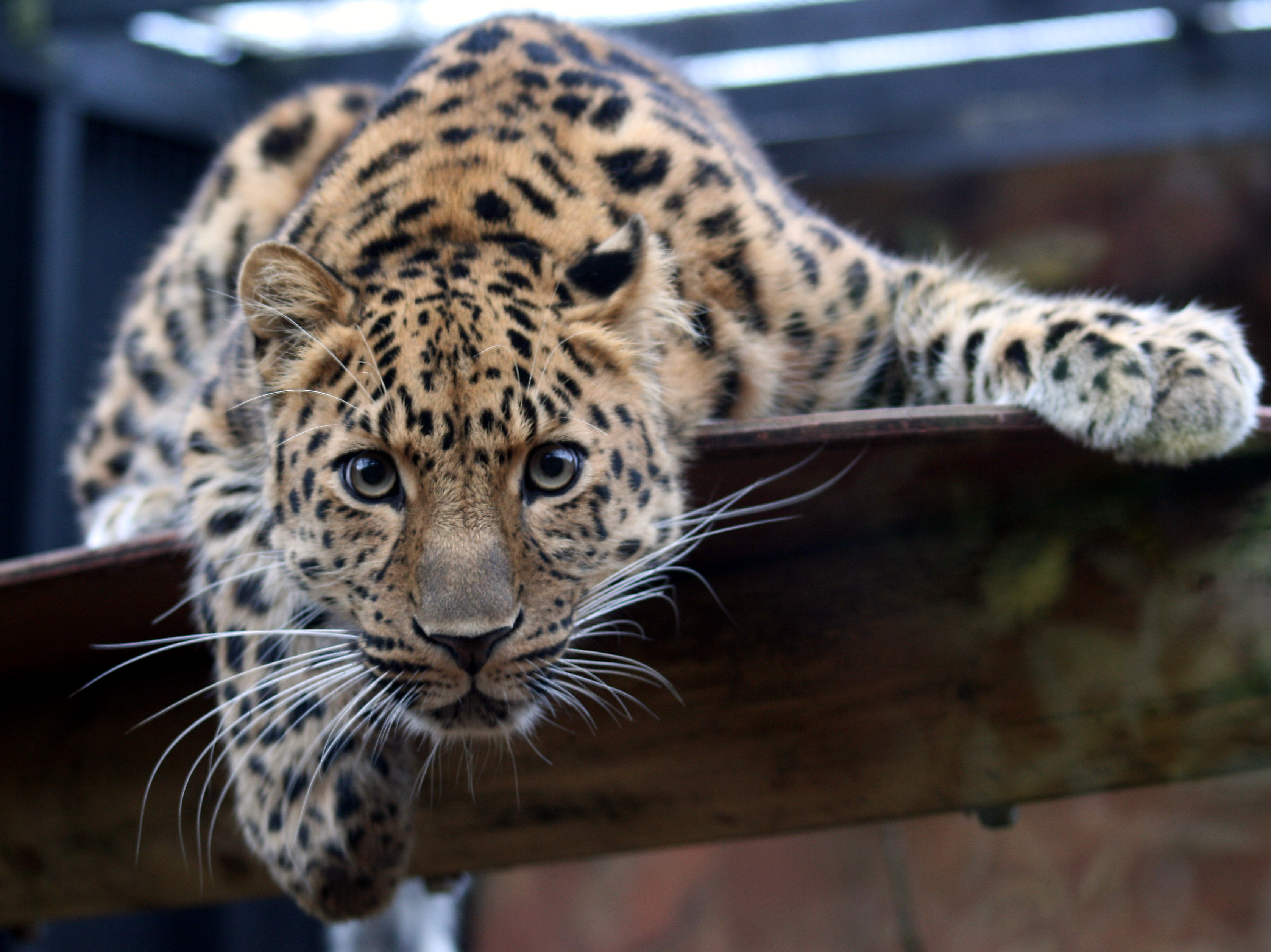
動物園のアムールヒョウ

アムールヒョウ（ Panthera  pardus  orientalis もしくはPanthera pardus amurensis 、 別名称はシベリアヒョウまたはチョウセンヒョウ、中国語名は「遠東豹」）はネコ科ヒョウ属ヒョウの１亜種で、極東ロシア沿海地方南部などに棲息する。最北の地に生きるヒョウの1種である。

## 分布
朝鮮半島、中国東北部、ロシア沿海地方に自然分布していたが、環境破壊や毛皮目的の狩猟（ソビエト連邦が禁猟とした1956年以降は密猟）で激減。2010年代～2020年代初頭においてはロシア沿海地方南部および隣接する中国吉林省の森林に棲息（北朝鮮にも少数分布の可能性あり）しているだけで、絶滅が危惧されている。国際自然保護連合（IUCN）レッドリストでは、ごく近い将来に絶滅の危険性が極めて高い絶滅危惧IA類（CR）に位置づけられている。
ロシアにおける棲息域は、ウラジオストク西方の中露国境地帯で2012年に設定された「ヒョウの里」国立公園（3660平方キロメートル）である。自動撮影カメラの記録から個体数は約100頭程度に回復したと推定されている。交通事故で死亡する個体もあり、公園内を通る道路のトンネル化が進められている。
韓国では1962年に慶尚南道陜川郡で捕獲され、1975年に動物園で死亡した1頭を最後に棲息が確認されていない。
自然分布のほか、世界各地の動物園に約250頭が飼育されている（うち日本は旭山動物園など9カ所に合計18頭）。動物園の飼育個体に狩りを覚えさせて、ウラジオストク東方の1970年代までの棲息エリアに野生で再導入する構想もある。

## 生態

### 体躯・体毛
- ヒョウとしては大型で、体長1～1.4m、体重40～70kg程度に育つ[1]。
- 体毛の色は金色に近いオレンジ色で、夏期は毛の長さが約2.5cmだが、冬期には約7cmにまで長くなる。冬毛は淡いクリーム色に変わる。
- また黒いロゼット模様（いわゆる斑点）の径は他のヒョウの亜種より大きく[1]、間隔もより広い。
- オスの首にタテガミのような長い毛がある。

### 繁殖
- 平均寿命は約15年。
- 妊娠期間は90-105日。
- 1回の出産で2-4頭を出産する。

### 食性
- 肉食。捕食対象はシカ、イノシシ[1]、ウサギ、アナグマ、小型齧歯類、魚・魚卵など。
- 夜に単独で狩りをするとされる。
- 食べ残しや余分に獲れた獲物を木の上で落葉などをかけて貯蔵する。

## 個体数
世界自然保護基金（WWF）の2013年の調査結果では野生のアムールヒョウは48-50頭と推測される。少なくとも43-45頭の成獣と、4-5頭の幼獣が生息していることが確認され、2007年の調査では27-34頭であったことと比べると、1.5倍に増加しており、回復の兆しを見せている。2020年時点では100頭程度と推計されている。

## 人間との関係
前述「分布」項も参照。

### 保護活動
- ロシアにおいてアムールヒョウの生息地を通る原油パイプライン計画があったが、WWFと他の環境保護団体の反対行動により、アムールヒョウに影響の少ないルートに計画変更されている。
- 個体群管理計画（Population Management Plan）は、アムールヒョウのために確立され、計画繁殖を動物園等で調整している。

### 飼育・展示

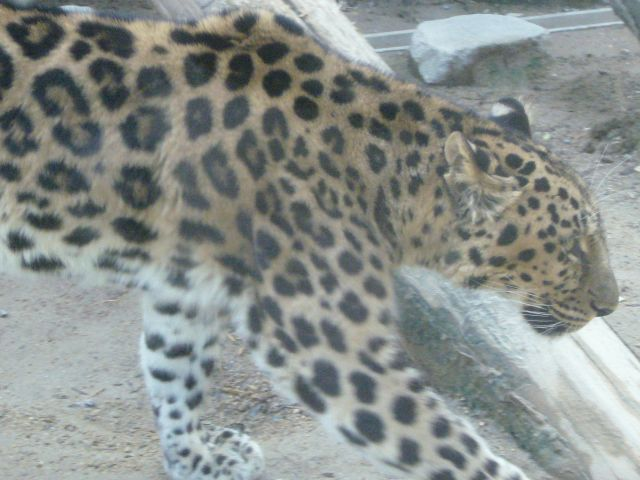
アムールヒョウ（神戸市立王子動物園 オス「カニム」）

日本では、1991年に旭山動物園においてアムールヒョウの「ビック」が、日本初の自然繁殖に成功した。また、日本の動物園にいるアムールヒョウは「ビック」の血縁である。